# Euclystis vulgaris
Euclystis vulgaris är en fjärilsart som beskrevs av William Schaus 1911. Euclystis vulgaris ingår i släktet Euclystis och familjen nattflyn. Inga underarter finns listade i Catalogue of Life.